# چیلام بالام

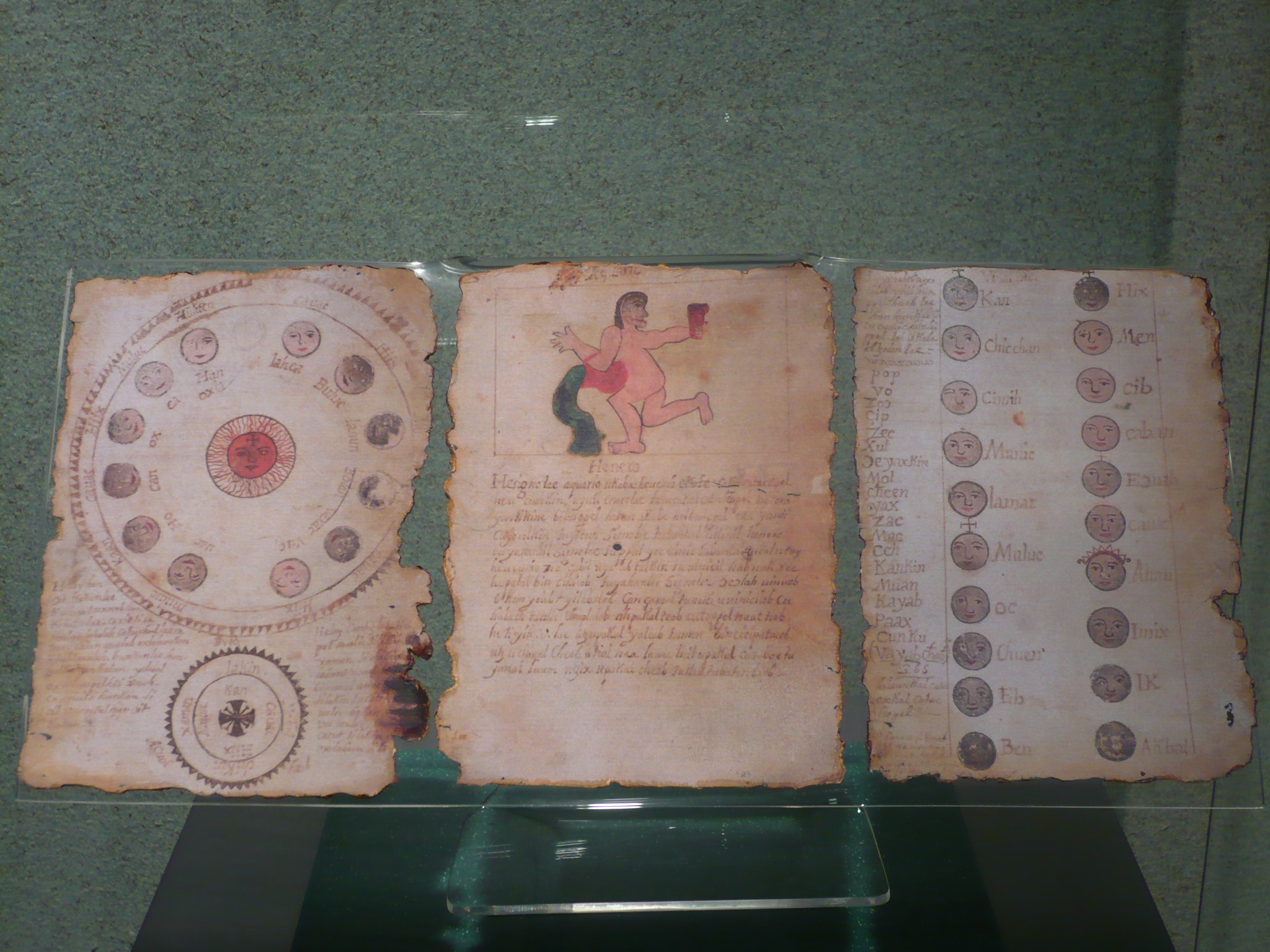
نسخه‌ای از کتاب چیلام بالام ایکسیل که در موزه ملی مردم‌شناسی مکزیک نگهداری می‌شود.

چیلام بالام نام مجموعه کتابهایی‌ست به زبان مایایی یوکاتانی که در آغاز سده هجدهم میلادی در نواحی جنوبی مکزیک دست‌نویس شده‌اند. اگرچه باور بر این است که این کتاب به روزگاری بسیار دورتر تعلق دارد اما نسخهٔ قدیمی‌تری از آن در دست نیست و مطالبی مربوط به همان دوره آغازین سده هجدهم میلادی نیز در میان متون و مطالب مختلف آن بچشم می‌خورد. نویسنده اصلی این کتاب را چیلام می‌دانند که نزد مایاها نقش یک پیامبر را داشته و تعلیمات و دستورهای دینی خاص  را برای مایاها آورده‌بوده‌است. در حال حاضر نه تحریر از کتاب‌های چیلام بالام در دست است. مطالب مفیدی از این کتاب راجع به زندگی مایاها در دوران نزدیک به فتح یوکاتان تا سده هجدهم میلادی فهمیده‌ می‌شود. رئوس و مطالب اصلی چیلام بالام حاوی تاریخ، دستور زبان، آئین‌های مذهبی، تقویم و گاه‌نگاری، آموزش‌های پزشکی سنتی و سنت‌های اسپانیایی می‌باشد. الفبای این کتاب لاتینی است اما باور بر این است که بخش‌های زیادی از این کتاب از نسخه هیروگلیفی بازنویسی شده و در تصاویر آن نیز کدهای کایایی زیادی وجود دارد.